# John Berry (Politiker)
John Berry (* 26. April 1833 bei Carey, Crawford County, Ohio; † 18. Mai 1879 in Upper Sandusky, Ohio) war ein US-amerikanischer Politiker. Zwischen 1873 und 1875 vertrat er den Bundesstaat Ohio im US-Repräsentantenhaus.

## Werdegang
Der im heutigen Wyandot County geborene John Berry besuchte die öffentlichen Schulen seiner Heimat und absolvierte danach die Ohio Wesleyan University in Delaware. Nach einem anschließenden Jurastudium am Cincinnati College, der späteren University of Cincinnati, und seiner 1857 erfolgten Zulassung als Rechtsanwalt begann er in Upper Sandusky in diesem Beruf zu arbeiten. Im Jahr 1862 wurde er Staatsanwalt im Wyandot County. Zwei Jahre später wurde er bei der nächsten Wahl in diesem Amt bestätigt. Gleichzeitig schlug er als Mitglied der Demokratischen Partei eine politische Laufbahn ein. Im Jahr 1864 wurde er zum Bürgermeister von Upper Sandusky gewählt.
Bei den Kongresswahlen des Jahres 1872 wurde Berry im 14. Wahlbezirk von Ohio in das US-Repräsentantenhaus in Washington, D.C. gewählt, wo er am 4. März 1873 die Nachfolge von James Monroe antrat. Da er im Jahr 1874 auf eine weitere Kandidatur verzichtete, konnte er bis zum 3. März 1875 nur eine Legislaturperiode im Kongress absolvieren. Nach seiner Zeit im US-Repräsentantenhaus praktizierte John Berry wieder als Anwalt in Upper Sandusky. Dort ist er am 18. Mai 1879 auch verstorben.